# تایرا نو تاکاکیو
تایرا نو تاکاکیو (به ژاپنی: 平高清 Taira no Takakiyo); –( ۳ مارس ۱۱۹۹) یک سامورایی اهل ژاپن و عضوی از خاندان تایرا از اواخر دوره هی‌آن تا اوایل دوره کاماکورا بود.